# تفكير إستراتيجي
التفكير الاستراتيجي يُعرف بأنه عملية ذهنية أو تفكير يطبقه الفرد من أجل تحقيق هدف أو مجموعة أهداف في لعبة أو أي مسعى آخر. فهو يُصنف على أنه نشاط معرفي ينتج عنه التفكير.
فعند تطبيق التفكير الاستراتيجي في عملية إدارة إستراتيجية تنظيمية، فهو يتضمن تكوين وتطبيق رؤى وفرص عمل فريدة تهدف إلى خلق ميزة تنافسية لشركة أو مؤسسة، فالتفكير الاستراتيجي يمكن القيام به بشكل فردي أو بالتعاون مع الشخصيات الرئيسية للقيام بتغيير إيجابي لمستقبل المؤسسة. وقد يخلق التفكير الاستراتيجي للمجموعة قيمة أكبر من خلال تمكين حوار استباقي وخلاق يكتسب فيه الأفراد وجهات نظر الآخرين حول القضايا الحرجة والمعقدة ويُعد هذا بمثابة ميزة في أوساط الأعمال التجارية التي تتسم بقدرة تنافسية عالية وسرعة التغيير.

## نظرة عامة
يتضمن التفكير الاستراتيجي قدرة المؤسسة على إيجاد وتطوير الرؤية الاستراتيجية من خلال استكشاف جميع العقود المستقبلية التنظيمية المحتملة وتحدي التفكير التقليدي لتعزيز اتخاذ القرار اليوم. فالتفكير الاستراتيجي مؤخراً يشير إلى استنتاج سؤال استراتيجي حاسم ألا وهو «لماذا؟» أو «كيف؟» عوضاً عن السؤال التقليدي «ماذا؟». فقد قام هنري مينتزبيرج ومؤلفون آخرون بدعم النتيجة أكثر ورسم تمييز واضح بين التفكير الاستراتيجي والتخطيط الاستراتيجي فهو أيضاً يمثل عملية فكرية إدارية مهمة.
وفي عام 1963 كتب الجنرال أندريه بوفري أن التفكير الاستراتيجي «هو عملية ذهنية مجردة وعقلانية في الوقت ذاته يجب أن تكون تلك العملية قادرة على جمع كل من البيانات النفسية والمادية. فالإستراتيجي يجب أن يتمتع بقدرة كبيرة على التحليل والتوليف، فالتحليل ضروري لجمع البيانات التي يقوم بتشخيصها، والتوليف من أجل إنتاج التشخيص من هذه البيانات والتشخيص في الواقع هو عبارة عن الاختيار ما بين مسارات العمل البديلة».
وبشكل عام لا يوجد تعريف مقبول للتفكير الاستراتيجي ولا يوجد اتفاق مشترك حول دوره أو أهميته، وليس هناك قائمة موحدة للكفاءات الرئيسية للمفكرين الاستراتيجيين. كما أنه لا يوجد إجماع حول ما إذا كان التفكير الاستراتيجي يشكل خاصية غير عادية للاستراتيجية أو خاصية مشتركة ويمكن ملاحظتها فمعظم الناس يتفق على أن النماذج التقليدية في صناعة الاستراتيجيات والتي تستند في الأساس إلى التخطيط الاستراتيجي لا تعمل. فالاستراتيجية في عالم الأعمال اليوم تتجه بعيداً عن «التخطيط الاستراتيجي» إلى المزيد من «التفكير الاستراتيجي» من أجل الحفاظ على القدرة التنافسية. ومع ذلك، يجب أن تعمل كلتا عمليتي التفكير جنباً إلى جنب لجني أقصى فائدة ممكنة. فقد قيل أن الأساس الحقيقي للاستراتيجية هو «الاستراتيجي» فتنفيذ الاستراتيجية بشكل سليم يتطلب وجود «مفكر استراتيجي» يمكنه اكتشاف استراتيجيات مبتكرة وخيالية يمكنها إعادة كتابة قواعد اللعبة التنافسية وتحريك سلسلة الأحداث التي ستشكل وتحدد المستقبل.
هناك العديد من الأدوات والأساليب لتعزيز التفكير الاستراتيجي وتنظيمه، يوفر المخطط الانسيابي في الاسفل عملية لتصنيف ظاهرة كسيناريو في التقليد المنطقي البديهي، وكيف تختلف عن عدد من مناهج التخطيط الأخرى.

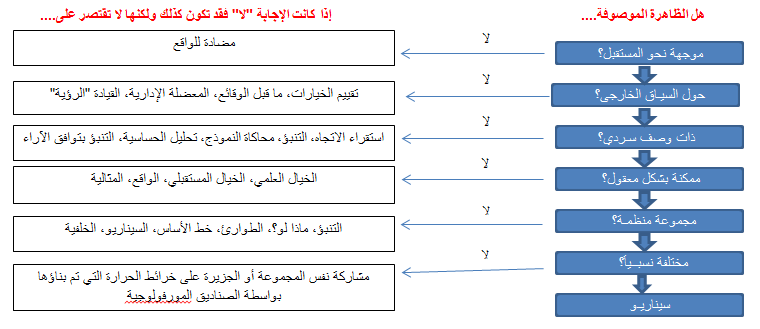
عملية تصنيف الظاهرة كسيناريو في التقليد المنطقي البديهي

## التفكير الاستراتيجي والتخطيط الاستراتيجي
يعتبر التفكير والتخطيط الاستراتيجي من وجهة نظر،F. Graetz بأنهما «عمليات فكرية متميزة ولكنها مترابطة ومتكاملة يجب أن تُدعَم وتدعَم بعضها البعض من أجل إدارة إستراتيجية فعالة». فنموذج غريتز يرى أن دور التفكير الاستراتيجي هو «البحث عن الابتكار وتخيل مستقبل جديد ومختلف للغاية قد يقود الشركة إلى إعادة تعريف استراتيجياتها الأساسية وحتى صناعتها» ودور التخطيط الاستراتيجي هو «تحقيق ودعم الاستراتيجيات التي طُوِّرَت من خلال عملية التفكير الاستراتيجي ودمجها مرة أخرى في الأعمال».
كتب هنري متزبرغ في عام 1994 أن التفكير الاستراتيجي يتعلق بالتوليف (أي ربط النقاط) أكثر من التحليل (أي العثور على النقاط). فالأمر يتعلق حول تدوين كل ما يتعلمه المدير من جميع المصادر (خواطر من تجاربه الشخصية وخبرات الآخرين في جميع أنحاء المؤسسة والبيانات الموثقة من أبحاث السوق وما شابه ذلك) ومن ثم دمج هذا التعلم في رؤية للتوجه الذي ينبغي أن تسلكه الشركة.
وقد جادل ميتزبرغ بأن التفكير الاستراتيجي لا يمكن أن يُنَظَّم وهو الجزء الحاسم من تكوين الاستراتيجية وليس تمارين التخطيط الاستراتيجي. فمن وجهة نظره، يتم التخطيط الاستراتيجي حول تكوين الاستراتيجية أو نشاط التفكير الاستراتيجي من خلال توفير مدخلات للاستراتيجي للنظر في وضع خطط لمراقبة تنفيذ الاستراتيجية بعد تنفيذها.
وطبقاً لرأي جين ليدتكا, فإن التفكير الاستراتيجي يختلف عن التخطيط الاستراتيجي على طول الأبعاد التالية للإدارة الاستراتيجية:
|                                   | التفكير الاستراتيجي | تخطيط استراتيجي |
| --------------------------------- | --- | --- |
| الرؤية المستقبلية                 | يمكن التنبؤ بشكل المستقبل فقط. | يمكن التنبؤ بالمستقبل وتحديده بالتفصيل. |
| الصياغة الاستراتيجية والتنفيذ     | الصياغة والتنفيذ تفاعلية أكثر من كونها متسلسلة ومنفصلة. | يمكن تقسيم أدوار الصياغة وتنفيذها بدقة. |
| الدور الإداري في صنع الإستراتيجية | المديرون ذو المستوى الادنى لهم صوت في صنع الاستراتيجية فضلاً عن قدر أكبر من حرية الاستجابة الانتهازية للظروف النامية.                                                                              | يحصل كبار المدراء التنفيذيين على المعلومات المطلوبة من المدراء ذو المستوى الادنى ثم يستخدمونها لإنشاء خطة يتم نشرها بدورها على المدراء للتنفيذ. |
| المراقبة                          | يعتمد على المرجع الذاتي. الشعور بالنية الاسترتيجية والغرض الذي يتجزء في أذهان المدراء في جميع أنحاء المؤسسة وهذا من شأنه أن يوجه اختياراتهم على أساس يومي في عملية يصعب قياسها ومراقبتها من أعلى. | تأكيد التحكم من خلال أنظمة القياس بإفتراض أن المؤسسات يمكنها قياس المتغيرات المهمة ومراقبتها بدقة وسرعة.                                        |
| الدور الإداري في التنفيذ          | يهم جميع المديرون النظام الأكبر والعلاقة بين أدوارهم وسير عمل هذا النظام وكذلك الترابط بين الأدوار المختلفة التي يتكون منها النظام.                                                               | يحتاج مديري المستوى الأدنى فقط إلى معرفة أدوارهم بشكل جيد ومن المتوقع أن يدافعون عن مصالحهم الخاصة فقط.                                         |
| صنع الإستراتيجية                  | الاستراتيجية والتغيير مرتبطان لا مفر منهما ويفترض أن إيجاد خيارات إستراتيجية جديدة وتنفيذها أمر أصعب وأهم من تقييمها.                                                                             | التحدي المتمثل في تحديد الاتجاه الاستراتيجي هو تحليلي في المقام الأول.                                                                          |
| العملية والنتيجة                  | يرى لعملية التخطيط نفسها كعنصر حيوي لإضافة القيمة. | ينصب التركيز على إنشاء الخطة كهدف نهائي. |

## كفاءات التفكير الاستراتيجي
لاحظ ليدتكا خمس «سمات رئيسية للتفكير الاستراتيجي في الممارسة العملية» تشبه الكفاءات:
1. منظور النظم، يشير إلى القدرة على فهم الآثار المترتبة على الإجراءات الاستراتيجية. فالمفكر الاستراتيجي لديه نموذج عقلي للنظام الكامل من النهاية إلى النهاية لخلق القيمة ودوره أو دورها داخله وفهم الكفاءات التي يحتويها.
2. التركيز على النية، مما يعني أنه هناك أكثر تصميم وأقل تشتت من المنافسين في السوق. قام هاميل وبراهلاد بالتعميم على هذا المفهوم، فقد وصف ليدتكا القصد الاستراتيجي بأنه «التركيز الذي يسمح للأفراد داخل المنظمة بتنظيم طاقتهم والاستفادة منها وتركيز الانتباه ومقاومة الإلهاء والتركيز على ما هو عليه طالما أن تحقيق هدف ما يتطلب ذلك».
3.التفكير في الوقت، ويعني القدرة على التفكير في الماضي والحاضر والمستقبل في الوقت نفسه من أجل خلق صنع القرار بشكل أفضل والإسراع بالتنفيذ. «فالاستراتيجية لا تستند على النية المستقبلية وحدها ولكن هي تمثل الفجوة بين واقع اليوم ونية المستقبل التي تشكل أهمية بالغة» وتخطيط السيناريو هو تطبيق عملي لدمج «التفكير في الوقت المناسب» في عملية صنع الاستراتيجية.
4.بناء الفرضية، مما يضمن دمج التفكير الإبداعي والنقدي في صنع الاستراتيجية. فهذه الكفاءة تقوم بدمج كفاءة المنهج العلمي بشكل صريح مع التفكير الاستراتيجي.
5.الانتهاز الذكي، مما يعني الاستجابة للفرص الجيدة. فالمعضلة التي ينطوي عليها استخدام إستراتيجية واضحة المعالم لتوجيه وتنظيم وموازنة الجهود على نحو فعّال وكفء يجب دائماً أن تكون ضد المخاطر المترتبة على فقدان الرؤية للاستراتيجيات البديلة الأكثر ملاءمة لبيئة متغيرة.

## روابط خارجية
1. ما هو التفكير الاستراتيجي؟ ، harvardbusiness.org. رقمك
(https://web.archive.org/web/20120819052457/http://ww3.harvardbusiness.org/corporate/demos/hmm10/strategic_thinking/what_is_strategic_thinking.html)
2. 6 عادات للمفكرين الاستراتيجيين الحقيقيين بقلم Paul J. H. Schoemaker، Inc.com.
(https://www.inc.com/paul-schoemaker/6-habits-of-strategic-thinkers.html)
3. من أجل قيادة عظيمة، صفي رأسك بقلم جوشوا إرليتش، مجلة هارفارد للأعمال. فروع بنك
(https://hbr.org/2011/09/for-great-leadership-clear-you(
4. كيف تفكر بشكل إستراتيجي بقلم مايكل واتكينز، مجلة هارفارد للاعمال.
(https://hbr.org/2007/04/how-to-think-strategically-1)
5. التفكير الاستراتيجي: أسرار النجاح للمشروعات التجارية الكبيرة الدكتور ديفيد ستيفنز، ماكجرو هيل، 1997.
(http://profstevens.com/books/default.html)
6. تنفيذ الاستراتيجية - تأكد من أن ثقافتك توفر الفطرة السليمة من خلال i-nexus.خدمة عملاء
(https://web.archive.org/web/20150402130752/http://glipho.com/i-nexus/strategy-execution-ensure-your-culture-provides-for-common-sense)
اتنين بالعربى